# Троіцький Радіон Євгенійович
Радіон Євгенійович Троіцький — солдат Збройних Сил України, учасник російсько-української війни, що загинув у ході російського вторгнення в Україну в 2022 році.

## Життєпис
Радіон Троіцький народився 1999 року в місті Марганець на Дніпропетровщині. Після закінчення загальноосвітньої школи 2014 року вступив до Марганецького коледжу Національного технічного університету «Дніпровська політехніка», який закінчив за спеціальністю «Підземна розробка корисних копалин». З 2018 року працював учнем машиніста екскаватора Грушівського кар'єру Марганецького гірничо-збагачувального комбінату. Через чотири місяці він став машиністом екскаватора 4-го розряду. З грудня 2019 року по червень 2021 року проходив строкову військову службу в Збройних Сил України. Повернувшись, й надалі працював у Грушівському кар'єрі. З початком повномасштабного російського вторгнення в Україну був мобілізований 2 березня 2022 року до лав ЗСУ та перебував на передовій. Загинув 5 травня 2022 року біля села Никифорівка Бахмутського району на Донеччині. Чин прощання із загиблим відбулася у п'ятницю 5 серпня 2022 року в рідному місті.

## Нагороди
- Орден «За мужність» III ступеня (2022, посмертно) — за особисту мужність і самовіддані дії, виявлені у захисті державного суверенітету та територіальної цілісності України, вірність військовій присязі[4].